# Asphalt 6: Adrenaline
Asphalt 6: Adrenaline è un simulatore di guida per iOS e Android. È stato pubblicato per la prima volta nel dicembre 2010 per iOS, successivamente è stato pubblicato per Android. È disponibile al prezzo di € 0,89.
Il gioco è stato reso disponibile in free download il 15 settembre 2011, per un periodo limitato di tempo.

## Modalità di gioco
Il giocatore inizia con una Ford Shelby GT 500, per poi sbloccare altre automobili nel corso del gioco. Nuova è la modalità Adrenaline Mode, che consiste nell'utilizzare del nitrato di potassio (nitro), al fine di diventare indistruttibili e di distruggere con più facilità le auto rivali. L’obbiettivo è quello di finire la modalità “carriera” prendendo macchine sempre migliori. Le macchine si sbloccano prendendo le stelle guadagnate dalle gare (ogni gara da massimo 5 stelle). Le macchine vanno poi acquistate con i soldi guadagnati dalle gare. Inoltre prima di fare una gara si può potenziare la propria macchina.

## Tracciati
- New York (USA)
- Bahamas
- Chamonix (Francia)
- Monte Carlo (Monaco)
- Città del Capo (Sud Africa)
- Tokyo (Giappone)

## Automobili
- MINI John Cooper Works
- Abarth 500 SS
- Nissan Nismo 370Z
- Ford Shelby GT
- Tesla Roadster Sport
- Audi S5
- Mercedes C63 AMG
- BMW Z4 (E89)
- Audi RS5
- Audi TT-RS
- Citroen Survolt
- Ruf 3400K
- Maserati Gran Turismo S
- BMW M3
- Nissan GT-R
- Audi R8
- Lamborghini Murcielago LP670-4 SuperVeloce
- Ferrari 458 Italia
- Ferrari California
- Pagani Zonda Cinque
- Aston Martin One-77
- Bugatti Veyron 16.4
- Bentley Speed 8